# Bilbao Triathlon
El Bilbao Triathlon es una prueba internacional de triatlón de Media Distancia (Half) realizada en Bilbao por primera vez en 2011. Consta de 1900 m de natación por la ría de Bilbao, 90 km de ciclismo y 21 km de carrera a pie. En 2016 se amplía a distancia Olímpica (1500 metros de natación, 45 km de ciclismo y 10 km de carrera a pie)[cita requerida]. 
Lo organiza la Federación Vasca de Triathlon.
La ría y las calles bilbaínas son el escenario del esfuerzo de todos los participantes, organizadores y colaboradores para conseguir un evento único. En 2011 se le otorgó el Premio ORO al mejor evento deportivo del año en los premios Eventoplus.
Premios en metálico tanto para categoría masculina como femenina en 2016
| Distancia | Primero | Segundo | Tercero | Cuarto | Quinta |
| --------- | ------- | ------- | ------- | ------ | ------ |
| Half      | 3000€   | 2250€   | 1500€   | 750 €  | 500 €  |
| Olímpica  | 1000€   | 600€    | 400€    | -      | -      |

## Palmarés masculino
| N.º | Año  | Primero            | Segundo               | Tercero                |
| --- | ---- | ------------------ | --------------------- | ---------------------- |
| I   | 2011 | Mikel Elguezabal   | Marcel Zamora         | Philip Graves          |
| II  | 2012 | Mikel Elguezabal   | Fernando Gómez-Cubero | Fraser Cartmell        |
| III | 2013 | Aimar Agirresarobe | Fernando Gomez-Cubero | Richard Calle Martínez |
| IV  | 2014 | Gustavo Rodríguez  | Fraser Cartmell       | Alejandro Santamaría   |
| V   | 2015 | Gustavo Rodríguez  | Stanislav Krylov      | Andrej Vistica         |

## Palmarés femenino
| N.º | Año  | Primero              | Segundo          | Tercero        |
| --- | ---- | -------------------- | ---------------- | -------------- |
| I   | 2011 | Virginia Berasategui | Martina Dogana   | Itsaso Leunda  |
| II  | 2012 | Virginia Berasategui | Maider Gaztañaga | Martina Dogana |
| III | 2013 | Asa Lundstrom        | Estefanía Gómez  | Amelie Le Gall |
| IV  | 2014 | Maider Gaztañaga     | Aida Valiño      | Ewa Bugdol     |
| V   | 2015 | Gurutze Frades       | Judith Corachan  | Joselyn Brea   |